# Natação no Campeonato Mundial de Esportes Aquáticos de 2009 - 100 m peito feminino
A prova dos 100 metros peito feminino da natação no Campeonato Mundial de Esportes Aquáticos de 2009 ocorreu nos dias 27 e 28 de julho no Stadio del Nuoto em Roma.

## Recordes
Antes desta competição, os recordes mundiais e do campeonato nesta prova eram os seguintes:
| Tipo                  | Atleta       | Tempo   | Local     | Data                | Ref |
| --------------------- | ------------ | ------- | --------- | ------------------- | --- |
|                       | Leisel Jones | 1:05,09 | Melbourne | 20 de março de 2006 | ver |
| Recorde do campeonato | Leisel Jones | 1:05,72 | Melbourne | 27 de março de 2007 | ver |

## Medalhistas
| Ouro               | Prata                 | Bronze              |
| Rebecca Soni (USA) | Yuliya Yefimova (RUS) | Kasey Carlson (USA) |

## Resultados

### Eliminatórias
Estes são os resultados das eliminatórias:
| Pos. | Atleta                    | Tempo   | Bateria | Raia | Notas                 |
| ---- | ------------------------- | ------- | ------- | ---- | --------------------- |
| 1    | USA Rebecca Soni          | 1:05.66 | 10      | 4    | Recorde do campeonato |
| 2    | RUS Yuliya Efimova        | 1:06.42 | 8       | 4    |                       |
| 3    | AUT Mirna Jukić           | 1:06.58 | 9       | 3    |                       |
| 4    | DEN Rikke Møller-Pedersen | 1:06.61 | 8       | 8    |                       |
| 5    | CAN Annamay Pierse        | 1:06.68 | 9       | 4    |                       |
| 6    | AUS Tarnee White          | 1:06.91 | 10      | 3    |                       |
| 7    | AUS Sarah Katsoulis       | 1:06.98 | 8       | 9    |                       |
| 8    | ITA Ilaria Scarcella      | 1:07.23 | 8       | 5    |                       |
| 9    | GER Caroline Ruhnau       | 1:07.25 | 10      | 1    |                       |
| 10   | USA Kasey Carlson         | 1:07.29 | 9       | 5    |                       |
| 11   | GER Sarah Poewe           | 1:07.32 | 8       | 2    |                       |
| 12   | ITA Chiara Boggiatto      | 1:07.42 | 8       | 7    |                       |
| 13   | JPN Nanaka Tamura         | 1:07.46 | 9       | 2    |                       |
| 14   | CHN Chen Huijia           | 1:07.51 | 9       | 6    |                       |
| 15   | SRB Nadja Higl            | 1:07.80 | 5       | 1    |                       |
| 15   | SWE Joline Höstman        | 1:07.80 | 8       | 1    |                       |
| 17   | NOR Katharina Stiberg     | 1:07.84 | 8       | 9    |                       |
| 18   | NED Lia Dekker            | 1:07.92 | 8       | 6    |                       |
| 19   | NED Moniek Nijhuis        | 1:08.02 | 10      | 6    |                       |
| 20   | GBR Lowri Tynan           | 1:08.30 | 7       | 9    |                       |
| 21   | GRE Angeliki Exarchou     | 1:08.39 | 10      | 9    |                       |
| 22   | CAN Amanda Reason         | 1:08.41 | 10      | 5    |                       |
| 23   | JPN Hitomi Nose           | 1:08.43 | 10      | 7    |                       |
| 24   | BEL Elise Matthysen       | 1:08.45 | 10      | 8    |                       |
| 25   | BRA Carolina Mussi        | 1:08.66 | 9       | 8    |                       |
| 26   | BLR Inna Kapishina        | 1:08.69 | 6       | 5    |                       |
| 27   | RUS Valentina Artemyeva   | 1:08.77 | 10      | 2    |                       |
| 28   | SWE Rebecca Ejdervik      | 1:08.96 | 7       | 8    |                       |
| 29   | KAZ Yekaterina Sadovnik   | 1:09.05 | 6       | 8    |                       |
| 30   | ESP Marina Garcia         | 1:09.07 | 10      | 0    |                       |

| Ver o restante da classificação | Ver o restante da classificação | Ver o restante da classificação | Ver o restante da classificação | Ver o restante da classificação | Ver o restante da classificação | Ver o restante da classificação |
| Pos.                            | Atleta                          | Tempo                           | Bateria                         | Raia                            | Notas                           |                                 |
| ------------------------------- | ------------------------------- | ------------------------------- | ------------------------------- | ------------------------------- | ------------------------------- | ------------------------------- |
| 31                              | ISR Yuliya Banach               | 1:09.18                         | 8                               | 0                               |                                 |                                 |
| 31                              | CHN Wang Randi                  | 1:09.18                         | 9                               | 1                               |                                 |                                 |
| 33                              | POL Ewa Scieszko                | 1:09.30                         | 7                               | 3                               |                                 |                                 |
| 34                              | KOR Jung Haeun                  | 1:09.35                         | 6                               | 6                               |                                 |                                 |
| 35                              | BRA Tatiane Sakemi              | 1:09.58                         | 9                               | 7                               |                                 |                                 |
| 36                              | NOR Sara Nordenstam             | 1:09.69                         | 9                               | 9                               |                                 |                                 |
| 37                              | POR Diana Gomes                 | 1:09.83                         | 7                               | 5                               |                                 |                                 |
| 38                              | FIN Katja Lehtonen              | 1:10.28                         | 5                               | 2                               |                                 |                                 |
| 39                              | ISR Anastasia Korotkov          | 1:10.46                         | 5                               | 9                               |                                 |                                 |
| 40                              | UKR Anna Khlistunova            | 1:10.47                         | 7                               | 4                               |                                 |                                 |
| 41                              | TUN Sarra Lajnef                | 1:10.60                         | 5                               | 0                               |                                 |                                 |
| 41                              | HUN Reka Pecz                   | 1:10.60                         | 6                               | 1                               |                                 |                                 |
| 43                              | EST Jane Trepp                  | 1:10.61                         | 6                               | 0                               |                                 |                                 |
| 44                              | LTU Raminta Dvariskyte          | 1:10.63                         | 6                               | 2                               |                                 |                                 |
| 45                              | CZE Petra Chocova               | 1:10.64                         | 7                               | 1                               |                                 |                                 |
| 46                              | SLO Nina Sovinek                | 1:10.66                         | 7                               | 2                               |                                 |                                 |
| 47                              | IRL Fiona Doyle                 | 1:10.93                         | 4                               | 3                               |                                 |                                 |
| 48                              | SUI Patrizia Humplik            | 1:10.99                         | 7                               | 6                               |                                 |                                 |
| 49                              | ISL Hrafnhildur Luthersdottir   | 1:11.04                         | 6                               | 3                               |                                 |                                 |
| 50                              | POR Ana Marisa Brito            | 1:11.06                         | 6                               | 4                               |                                 |                                 |
| 51                              | CZE Martina Dankova             | 1:11.19                         | 4                               | 2                               |                                 |                                 |
| 52                              | GBR Louise Henley               | 1:11.25                         | 7                               | 0                               |                                 |                                 |
| 53                              | SLO Tanja Smid                  | 1:11.53                         | 5                               | 4                               |                                 |                                 |
| 54                              | POL Agnieszka Ostrowska         | 1:11.54                         | 6                               | 7                               |                                 |                                 |
| 55                              | KOR Back Su Yeon                | 1:11.58                         | 7                               | 7                               |                                 |                                 |
| 56                              | CYP Anastasia Christoforou      | 1:11.68                         | 5                               | 8                               |                                 |                                 |
| 57                              | VEN Daniela Victoria            | 1:11.70                         | 5                               | 7                               |                                 |                                 |
| 58                              | SIN Ho Ru'En Roanne             | 1:12.11                         | 4                               | 4                               |                                 |                                 |
| 59                              | LTU Urte Kazakeviciute          | 1:12.24                         | 5                               | 3                               |                                 |                                 |
| 60                              | BAH Alicia Lightbourne          | 1:12.60                         | 4                               | 1                               |                                 |                                 |
| 61                              | ZIM Maxine Heard                | 1:12.94                         | 3                               | 6                               |                                 |                                 |
| 62                              | ARU Ashley Bransford            | 1:13.24                         | 3                               | 2                               |                                 |                                 |
| 63                              | NAM Daniela Lindemeier          | 1:13.82                         | 4                               | 9                               |                                 |                                 |
| 64                              | TUR Dilara Buse Gunaydin        | 1:13.97                         | 6                               | 9                               |                                 |                                 |
| 65                              | LCA Danielle Beaubrun           | 1:14.38                         | 4                               | 3                               |                                 |                                 |
| 66                              | TRI Kimba Collymore             | 1:14.67                         | 4                               | 7                               |                                 |                                 |
| 67                              | TPE Chen I-Chuan                | 1:14.75                         | 5                               | 6                               |                                 |                                 |
| 68                              | SIN Lim Xin Jing Cheryl         | 1:15.63                         | 3                               | 4                               |                                 |                                 |
| 69                              | GUA Maria Coy                   | 1:15.67                         | 3                               | 5                               |                                 |                                 |
| 70                              | LIB Nibal Yamout                | 1:16.55                         | 4                               | 6                               |                                 |                                 |
| 71                              | DOM Maria Zenoni                | 1:16.66                         | 3                               | 0                               |                                 |                                 |
| 72                              | MAC Lei On Kei                  | 1:17.18                         | 4                               | 0                               |                                 |                                 |
| 73                              | BIH Selma Atic                  | 1:17.39                         | 3                               | 3                               |                                 |                                 |
| 74                              | NGR Rachel Tonjor               | 1:18.22                         | 2                               | 3                               |                                 |                                 |
| 75                              | MLT Melinda Sue Micallef        | 1:18.66                         | 3                               | 7                               |                                 |                                 |
| 76                              | NGR Labake Anthonia Oriretan    | 1:18.89                         | 2                               | 5                               |                                 |                                 |
| 77                              | ALB Sara Abdullahu              | 1:19.45                         | 3                               | 1                               |                                 |                                 |
| 78                              | HON Ana Euceda Gutierrez        | 1:21.81                         | 2                               | 6                               |                                 |                                 |
| 79                              | MAD Stephanie Rasoamanana       | 1:22.11                         | 3                               | 8                               |                                 |                                 |
| 80                              | BRU Amanda Jia Xin Liew         | 1:22.89                         | 3                               | 9                               |                                 |                                 |
| 81                              | MGL Gantumur Oyungerel          | 1:23.25                         | 2                               | 7                               |                                 |                                 |
| 82                              | IND Murugaperumal Venpa         | 1:24.85                         | 2                               | 2                               |                                 |                                 |
| 83                              | LIB Mirella Alam                | 1:25.15                         | 2                               | 4                               |                                 |                                 |
| 84                              | MHL Clarissa Brady              | 1:25.47                         | 2                               | 8                               |                                 |                                 |
| 85                              | UGA Jamila Lunkuse              | 1:25.49                         | 1                               | 2                               |                                 |                                 |
| 86                              | MOZ Jessika Cossa               | 1:26.04                         | 1                               | 3                               |                                 |                                 |
| 87                              | ZAM Jade Ashleigh Howard        | 1:26.25                         | 2                               | 0                               |                                 |                                 |
| 88                              | ALB Tea Pikuli                  | 1:30.13                         | 1                               | 5                               |                                 |                                 |
| 89                              | FIJ Adele Rova                  | 1:30.24                         | 2                               | 9                               |                                 |                                 |
| 90                              | PAK Aqsa Tariq                  | 1:30.75                         | 1                               | 4                               |                                 |                                 |
| 91                              | BRU Amnahliyani Mohamad Husain  | 1:33.99                         | 1                               | 6                               |                                 |                                 |
| 92                              | PAK Aelia Mehdi                 | 1:35.03                         | 1                               | 7                               |                                 |                                 |
| 93                              | MDV Ismail Aminath Inas         | 1:39.11                         | 1                               | 8                               |                                 |                                 |
| 94                              | TJK Svetlana Dogadkina          | 1:42.04                         | 2                               | 1                               |                                 |                                 |
| —                               | GRE Maria Georgia Michalaka     | DNS                             | 9                               | 0                               |                                 |                                 |
| —                               | MAS Siow Yi Ting                | DSQ                             | 5                               | 5                               |                                 |                                 |

### Semifinal
Estes são os resultados das semifinais:
| Pos. | Atleta                    | Tempo   | Bateria | Raia | Notas           |
| ---- | ------------------------- | ------- | ------- | ---- | --------------- |
| 1    | USA Rebecca Soni          | 1:04.84 | 2       | 4    | Recorde mundial |
| 2    | RUS Yuliya Efimova        | 1:05.84 | 1       | 4    |                 |
| 3    | AUS Sarah Katsoulis       | 1:06.23 | 2       | 6    |                 |
| 4    | CAN Annamay Pierse        | 1:06.34 | 2       | 3    |                 |
| 5    | DEN Rikke Møller-Pedersen | 1:06.50 | 1       | 5    |                 |
| 6    | AUT Mirna Jukić           | 1:06.83 | 2       | 5    |                 |
| 7    | USA Kasey Carlson         | 1:06.95 | 1       | 2    |                 |
| 8    | GER Sarah Poewe           | 1:07.10 | 2       | 7    |                 |
| 9    | ITA Chiara Boggiatto      | 1:07.16 | 1       | 7    |                 |
| 10   | SWE Joline Höstman        | 1:07.21 | 1       | 8    |                 |
| 11   | AUS Tarnee White          | 1:07.26 | 1       | 3    |                 |
| 12   | CHN Chen Huijia           | 1:07.27 | 1       | 1    |                 |
| 13   | ITA Ilaria Scarcella      | 1:07.42 | 1       | 6    |                 |
| 14   | GER Caroline Ruhnau       | 1:07.60 | 2       | 2    |                 |
| 15   | JPN Nanaka Tamura         | 1:07.70 | 2       | 1    |                 |
| 16   | SRB Nadja Higl            | 1:08.13 | 2       | 8    |                 |

### Final
Estes são os resultados da final:
| Pos.              | Atleta                    | Tempo   | Raia | Notas |
| ----------------- | ------------------------- | ------- | ---- | ----- |
| Medalha de ouro   | USA Rebecca Soni          | 1:04.93 | 4    |       |
| Medalha de prata  | RUS Yuliya Efimova        | 1:05.41 | 5    |       |
| Medalha de bronze | USA Kasey Carlson         | 1:05.75 | 1    |       |
| 4                 | AUS Sarah Katsoulis       | 1:05.86 | 3    |       |
| 5                 | CAN Annamay Pierse        | 1:06.37 | 6    |       |
| 6                 | DEN Rikke Møller-Pedersen | 1:06.38 | 2    |       |
| 7                 | AUT Mirna Jukić           | 1:06.75 | 7    |       |
| 8                 | GER Sarah Poewe           | 1:07.01 | 8    |       |

## Novos recordes
| Tipo                  | Atleta       | Tempo   | Local | Data                | Ref |
| --------------------- | ------------ | ------- | ----- | ------------------- | --- |
|                       | Rebecca Soni | 1:04.84 | Roma  | 27 de julho de 2009 | ver |
| Recorde do campeonato | Rebecca Soni | 1:04.84 | Roma  | 27 de julho de 2009 | ver |

Legenda
| Recorde mundial       | Recorde mundial (World record)               |                       | Recorde africano                      | Recorde africano (African) |                                           | Q | Classificado por posição (Qualified) |
| Recorde do campeonato | Recorde do campeonato (Championship record)  | Recorde da América    | Recorde da América (Americas)         | q                          | Classificado por melhor tempo (Qualified) |   |                                      |
| Melhor marca do ano   | Melhor marca do ano (World leading)          | Recorde asiático      | Recorde asiático (Asian)              | DNS                        | Não largou (Did not start)                |   |                                      |
| Recorde nacional      | Recorde nacional (National record)           | Recorde europeu       | Recorde europeu (European)            | DNF                        | Não terminou (Did not finish)             |   |                                      |
| Recorde pessoal       | Recorde pessoal do atleta (Personal best)    | Recorde da Oceania    | Recorde da Oceania (Oceania)          | DSQ / DQ                   | Desclassificado (Disqualified)            |   |                                      |
| Recorde da temporada  | Recorde da temporada do atleta (Season best) | Recorde sul-americano | Recorde sul-americano (South America) | NM                         | Sem marca (No mark)                       |   |                                      |